# Drăgușeni (Suceava)
Drăgușeni es una comuna ubicada en el distrito de Suceava, Rumania.

## Superficie
Posee una superficie de 29,03 kilómetros cuadrados.

## Demografía
Hasta 2021 la población era de 2324 habitantes, con una densidad de población de 80,06 habitantes por kilómetro cuadrado.